# 小行星9991
小行星9991（9991 Anežka）是一颗绕太阳运转的小行星，为主小行星带小行星。该小行星于1997年10月5日发现。

## 轨道参数
小行星9991的轨道半长轴为3.2043534 UA，离心率为0.155。